# Ivan II van Moskou
Ivan II Ivanovich (Russisch: Иван II Иванович Красный) (Moskou, 30 maart 1326 - aldaar, 13 november 1359), bijgenaamd de Schone, was van 1353 tot zijn dood in 1359 grootvorst van het Grootvorstendom Moskou. Hij was de tweede zoon van Ivan I en volgde zijn broer Simeon op, die aan de Zwarte Dood was overleden. 

## Huwelijk en kinderen
Ivan trouwde twee keer. In 1341 trouwde Ivan met zijn eerste vrouw Fedosia Dmitrievna van Brjansk. Zij stierf kinderloos in 1342. In 1345 trouwde Ivan zijn tweede vrouw Alexandra Ivanovna Velyaminova. Samen kregen zij de volgende vier kinderen:
- Dmitri Ivanovitsj (Dmitri Donskoj)
- Ljoeba Ivanovna
- Ivan Ivanovitsj
- Maria Ivanovna